# マトヴェイ・カザコフ
マフェイ・カザコーフ（Matvei Kazakov、1738年 - 1812年11月7日）は、ロシアの建築家。ロシアにおけるクラシシズム様式の開祖の一人である。
帝政ロシア時代のモスクワ出身。モスクワのクラシシズム建築の初期の作品の大半が彼の手によるものである。また、ロシア初の巨大ドーム構造を考案している。

## 略歴
ウフトムスキー建築学校を卒業し、V．バジエノフの大クレムリン宮殿設計のアシスタントを務めた。1792年よりパジェーノフを継いでクレムリン建設隊建築学校を総括した。
代表作として、モスクワ・クレムリン内の元老院、コリツインスカヤ病院（モスクワ）、貴族会館などがある。